# 泉州公交37路
泉州公交37路是中华人民共和国泉州市境内的一条公共交通线路，全程17.1公里。起讫点为东山至闽台缘博物馆，运营时间为东山：6:30-18:10；闽台缘博物馆：6:50-18:00
该线为第一条途径刺桐大桥运营的线路

## 历史
- 37路在旧版公交规划中，曾称为34路，原设计线路起讫点为泉州市区至中远学校。原计划于2002年开通，但由于该线路名被凤池路沿线村庄部分民众认为不吉利，且由于当时未解决刺桐大桥过桥费问题[1]，该线第一次开通前受到来自凤池路沿线村庄民众的阻挠，而未能于当年按34路的线路名开通
- 2006年12月1日，泉州公交开通37路。初期运行区间为中远学校至闽台缘博物馆。初期运营时间为中远学校：6:30-17:56；闽台缘博物馆：6:40-17:56。使用车辆为自19路退下的8部ZA6790E型汽油无空调公交车[2]
- 2007年1月15日，37路取消途径丰泽街（儿童医院路段）、温陵北路，改为途径田安北路、东湖街至东街后原线行驶[3]
- 2008年1月，37路接手并更换自25路退下的8部亚星JS6770H型柴油无空调公交车，但更换仅7个月后，由于使用已久加之保养不善，车况老化程度更加严重
- 2009年10月，37路接手并更换自36（现K307路）退下的8部安凯HFF6882GK16型柴油无空调公交车
- 2010年9月28日，37路更换为7部福达FZ6890UF3G3型柴油空调公交车[4][5]
- 2011年11月23日，因坪山路辅道管道施工需要，37路双向改道途径津淮高架桥，取消途径坪山路辅路[6]
- 2012年2月28日，37路取消途径津淮高架桥，改为途径坪山路辅路行驶[7]
- 2015年3月31日，因西湖公园北大门外广场东西两侧机动车通道全封闭施工，37路缩线至西湖公园始发终到[8]
- 2015年5月5日，西湖公园北大门外广场东西两侧机动车通道施工完成，37路恢复至闽台缘博物馆始发终到[9]
- 2016年7月，为给K503路扩充运能，调拨37路1部FZ6890UF3G3至K503路，自此37路配车数降至6部
- 2017年6月10日，37路票价由分段计价¥2.5降为一票制¥1.0[10][11]
- 2018年6月，受缺驾及车况过差影响，37路退下2部FZ6890UF3G3，配车数减少至4部
- 2018年12月30日，37路接手并更换自7路退下的5部大金龙XMQ6802AGBEVL2型空调电动巴士，原有4部FZ6890UF3G3封存。并启用泉城通APP和支付宝乘车码支付功能
- 2019年7月25日，因优化调整。37路取消途经城北路、新华北路，改为途经泉山路至闽台缘博物馆，运营时间不变。[12]
- 2020年10月9日，受刺桐大桥施工管制影响，37路自该日起取消途径坪山路南段、宝洲街、刺桐大桥、凤池路。改为途径泉秀街、田安南路、田安大桥、机场连接线至中远学校。运营时间、票价不变。[13]
- 2021年2月9日，37路恢复途径刺桐大桥、宝洲街，取消途径泉秀街。运营时间、票价不变。[14]
- 2022年3月15日，因疫情防控工作需要，37路自该日起暂停运营至4月21日。[15]
- 2022年4月22日，37路恢复运营。[16]
- 2022年12月30日，自该日起37路往闽台缘博物馆方向增停云谷山兜站。[17]
- 2023年7月，37路接手并更换自X3路退下的3部友谊ZGT6608NV1C型LNG空调小巴，原配3部XMQ6802AGBEVL2闲置。
- 2023年9月25日，自该日起37路双向增停君逸小区站，原东湖影院更名为泉州华侨历史博物馆站。[18]
- 2024年5月，受缺驾影响，37路配车数减少至2部，原配1部ZGT6608NV1C闲置。
- 2024年11月初，37路增加2部XMQ6802AGBEVL2。
- 2024年11月30日，37路更换为5部金旅XML6606JEVA0C1型空调电动巴士，原配2部XMQ6802AGBEVL2闲置、2部ZGT6608NV1C退役。
- 2024年12月21日，因305路车辆更换需要，37路退下1部XML6606JEVA0C1至305路，配车数降为4部。
- 2025年6月26日，因301路、303路、305路等线路车辆更换需要，37路退下4部XML6606JEVA0C1至301、303、305路，并换回4部XMQ6802AGBEVL2，配车数不变。
- 2025年7月1日，37路更换1部金旅XML6855JEVW0C型空调电动巴士，原配1部XMQ6802AGBEVL2闲置，配车数不变。
- 2025年8月9日，因中环城路机场连接线下穿隧道施工围挡需要，37路自该日起双向临时取消停靠中远学校站，并经由凤池东路、泉安北路延伸至东山站始发终到，其它不变。

## 站点
| 路线 | 路线 | 路线 | 所在地区、街道 | 所在地区、街道 | 站点名             | 备注                    |
| ---- | ---- | ---- | -------------- | -------------- | ------------------ | ----------------------- |
|      |      |      | 晋江市         | 泉安北路       | 东山               | 起讫站                  |
|      |      |      | 晋江市         | 凤池路         | 君逸小区           |                         |
|      |      |      | 晋江市         | 凤池路         | 霞福村口           |                         |
|      |      |      | 晋江市         | 凤池路         | 溜石村口           |                         |
|      |      |      | 丰泽区         | 宝洲街         | 雅园路口           | 原名 行政执法局         |
|      |      |      | 丰泽区         | 坪山路         | 宝洲街口           | 原名 丰泽客运站         |
|      |      |      | 丰泽区         | 坪山路         | 坪山路南段         |                         |
|      |      |      | 丰泽区         | 坪山路         | 客运中心站东门     |                         |
|      |      |      | 丰泽区         | 坪山路         | 妙云街口           | 原名 丰泽区行政服务中心 |
|      |      |      | 丰泽区         | 坪山路         | 云谷工业区         |                         |
|      |      |      | 丰泽区         | 坪山路         | 泉州农校           |                         |
|      |      |      | 丰泽区         | 坪山路         | 云谷山兜           |                         |
|      |      |      | 丰泽区         | 丰泽街         | 公交大厦           |                         |
|      |      |      | 丰泽区         | 丰泽街         | 人民医院           | 人民保险                |
|      |      |      | 丰泽区         | 丰泽街         | 明湖路口           | 原名 泰和兴业           |
|      |      |      | 丰泽区         | 田安北路       | 青少年宫           |                         |
|      |      |      | 丰泽区         | 田安北路       | 闽侨               |                         |
|      |      |      | 丰泽区         | 田安北路       | 田安路北段         | 原名 刺桐饭店           |
|      |      |      | 丰泽区         | 东湖街         | 泉州华侨历史博物馆 | 原名 东湖影院           |
|      |      |      | 鲤城区         | 东街           | 东门               |                         |
|      |      |      | 鲤城区         | 东街           | 泉州一院           |                         |
|      |      |      | 鲤城区         | 南俊北路       | 南俊路北段         |                         |
|      |      |      | 鲤城区         | 学府街         | 外国语学校         | 原名 外国语中学         |
|      |      |      | 鲤城区         | 学府街         | 泉州一中           |                         |
|      |      |      | 鲤城区         | 学府街         | 学府街西段         |                         |
|      |      |      | 丰泽区         | 泉山路         | 普明村             |                         |
|      |      |      | 丰泽区         | 泉山路         | 泉山路南段         |                         |
|      |      |      | 丰泽区         | 北清东路       | 清源街道办事处     |                         |
|      |      |      | 丰泽区         | 北清东路       | 闽台缘博物馆       | 起讫站                  |

## 票价
37路为一票制，全程¥1.0
- 泉通卡普通卡9折，月票卡、敬老卡、爱心卡优惠功能有效
- 可使用泉城通APP及支付宝、云闪付、微信乘车码支付

## 配车
37路配车数总计4部，其中：
- 大金龙XMQ6802AGBEVL2  3部
- 金旅XML6855JEVW0C  1部

- 亚星JS6770H
（2008.1 - 2010.9）
- 安凯HFF6882GK16
（2009.10 - 2010.9）
- 福达FZ6890UF3G3
（2010.9 - 2018.12）
- 大金龙XMQ6802AGBEVL2
（2018.12 - 2023.6 / 2025.6 - ）
- 友谊ZGT6608NV1C
（2023.7 - 2024.11）
- 金旅XML6606JEVA0C1
（2024.11 - 2025.6）
- 金旅XML6855JEVW0C
（2025.7 - ）

## 相关
- 泉州公交线路列表
- 泉州公交34路